# Onosma atila-ocakii
Onosma atila-ocakii är en strävbladig växtart som beskrevs av O.Koyuncu och Yaylaci. Onosma atila-ocakii ingår i släktet Onosma och familjen strävbladiga växter. Inga underarter finns listade i Catalogue of Life.